# Phenomena
Phenomena är ett brittiskt heavy metal-projekt skapat 1984 av producenterna Tom Galley, hans bror Mel Galley (gitarrist i Whitesnake) och Wilfried F. Rimensberger. 1984 gavs debutalbumet Phenomena ut, på vilket bland andra Glenn Hughes (sång) och Cozy Powell (trummor) medverkade. Mel Galley avled 2008.

## Medlemmar
Nuvarande medlemmar
- Tom Galley
- Wilfried F. Rimensberger

Tidigare medlemmar
- Mel Galley – gitarr (1984–2008; död 2008)

Bidragande musiker
- Glenn Hughes – sång (1985–1987, 2006)
- John Thomas – gitarr (1985–1987)
- Neil Murray – basgitarr (1985–1987)
- Richard Bailey – keyboard (1985–1987)
- Cozy Powell – trummor (1985; död 1998)
- Ted McKenna – trummor (1985)
- Don Airey – keyboard (1985)
- Robin Smith – keyboard (1985)
- Ric Sanders – violin (1985)
- Alison McGinnis – bakgrundssång (1985)
- Peter Green – bakgrundssång (1985)
- Paul Robbins – bakgrundssång (1985)
- Midland Boys Singers – kör (1985)
- Neil Willars – sång (1985)
- Ray Gillen – sång (1987)
- John Wetton – basgitarr, sång (1987)
- Max Bacon – sång (1987)
- Kyoji Yamamoto – gitarr (1987)
- Scott Gorham – gitarr (1987–1996)
- Michael Sturgis – trummor (1987–1996)
- Toshihiro Niimi – trummor (1987)
- Leif Johansen – keyboards (1987–1996)
- Keith Murrell – sång (1996–2006)
- Brian May – gitarr (1996)
- Tony Martin – sång (2006)
- Lee Small – sång (2006)
- Matt Morton – sång (2006)
- Joy Strachan – sång (2006)
- Orlin Radinsky – trummor (2006)
- Andy Shortland – gitarr (2006)
- JJ Marsh – gitarr (2006)
- Richard Lymn – basgitarr (2006)
- Ian Rowlands – keyboard (2006)
- Tom Brown – keyboard (2006)

## Diskografi
Studioalbum
- Phenomena (1985)
- Phenomena II: Dream Runner (1987)
- Phenomena III: Inner Vision (1993)
- Psycho Fantasy (2006)
- Blind Faith (2010)
- Awakening (2012)

Samlingsalbum
- Phenomena Project X 1985–1996 (1997)
- The Complete Works (2006)

EP
- Phenomena III (1993)

Singlar
- "Dance With The Devil" / "Hell on Wings" (1985)
- "Still The Night" (1985)
- "Did It All For Love" / "Double 6, 55, 44..." (1987)
- "Banzi / Secret of Love" / "Dance With The Devil" (1992)
- "What About Love" / "Rock House" / "Still The Night" (1993)